# Kloedenellocopina
De Kloedenellocopina zijn een onderorde van uitgestorven kreeftachtigen uit de klasse van de Ostracoda (mosselkreeftjes).

## Superfamilies
- Hollinoidea Schwartz, 1936 †
- Kloedenelloidea Ulrich & Bassler, 1908 †
- Sansabelloidea Sohn, 1961 †
- Youngielloidea Kellett, 1933 †